# Christiaan I van Buch
Christiaan I van Buch (circa 1130 - Tusculum, 23 augustus 1183) was tweemaal aartsbisschop van Mainz en aartskanselier van Duitsland.

## Levensloop
Christiaan stamde uit de adellijke geslachten Buch en Beichlingen. Door landgraaf Lodewijk II van Thüringen kon hij opklimmen binnen de kerkelijke hiërarchie. Lodewijk benoemde hem namelijk eerst tot domproost van Merseburg en daarna tot proost van de Maria ad Graduskerk van Mainz.
In 1160 kwamen de stadsbewoners van Mainz in opstand tegen bisschop Arnold van Selenhofen, die door enkele burgers vermoord werd. Bij de daaropvolgende bisschopsverkiezing, die heel wat verdeeldheid veroorzaakte, werd de clerus van de stad van Mainz gedwongen om Rudolf van Zähringen tot de nieuwe bisschop te benoemen. Door de moord op de bisschop werd echter een interdict tegen de bevolking van de stad Mainz uitgeroepen, waardoor er in Frankfurt een nieuwe bisschop moest worden verkozen. Hierbij kozen de clerus en de leken Christiaan I van Buch als nieuwe bisschop.
Heilig Rooms keizer Frederik I Barbarossa weigerde echter Christiaan noch zijn voorganger Rudolf van Zähringen te erkennen als aartsbisschop. Frederik slaagde erin om Christiaan in 1161 met de steun van tegenpaus Victor IV af te zetten als bisschop, waarna Koenraad III van Wittelsbach de nieuwe aartsbisschop van Mainz werd.
Daarna werd Christiaan in 1162 proost van de Dom van Mainz en proost van het Sint-Servaaskapittel in Maastricht. Deze laatste functie was in de 12e eeuw verbonden met het kanselierschap van het Heilige Roomse Rijk. In 1163 vergezelde hij keizer Frederik I op zijn derde reis door Italië.
Nadat Koenraad III van Wittelsbach in 1164 de door de keizer benoemde tegenpaus Paschalis III niet wilde erkennen, moest hij vluchten omdat hij zijn eed van trouw aan de keizer gebroken had. Omdat er in Mainz nu geen aartsbisschop meer was, werd Christiaan in september 1165 opnieuw benoemd tot aartsbisschop van Mainz. Deze keer werd hij wel erkend door keizer Frederik I Barbarossa, maar niet door paus Alexander III, die vond dat Koenraad III van Wittelsbach nog steeds de rechtmatige aartsbisschop van Mainz was.
In 1167 nam hij deel aan de vierde tocht door Italië van keizer Frederik I. Bij deze tocht was het bedoeling om tegenpaus Paschalis III als paus in Rome te vestigen. In maart 1167 werd Christiaan tijdens de tocht officieel tot priester en tot bisschop gewijd. In mei 1167 versloegen de troepen van keizer Frederik de pauselijke troepen bij de Slag bij Tusculum, waarna Frederik en Paschalis triomfantelijk de stad Rome betraden. Omdat er al snel malaria uitbrak bij de troepen van de keizer, moesten ze zich terugtrekken. Bij de malaria-epidemie stierf aartskanselier Reinald van Dassel, waarna Christiaan benoemd werd tot de nieuwe aartskanselier.
Christiaan I was vaak betrokken bij de politiek van het Heilig Roomse Rijk en was als aartsbisschop zeer weinig in de stad Mainz. Ook bemiddelde hij meermaals bij verschillende conflicten. Ook probeerde hij om het conflict tussen paus Alexander III en keizer Frederik I te beëindigen door verschillende vorsten hiervan te overtuigen. Dit voerde hem zelfs tot in Griekenland.
In 1177 speelde hij een belangrijke rol in de voorbereidingen van de Vrede van Venetië waarbij het conflict tussen de keizer en de paus werd beëindigd. Bij de vredesconferentie erkende paus Alexander Christiaan I van Buch als aartsbisschop van Mainz, hoewel Christiaan aan de zijde van de keizer stond. In 1179 was hij aanwezig bij het Derde Lateraans Concilie.
Hetzelfde jaar trok hij op veldtocht naar de Kerkelijke Staat om daar het gezag van de paus te herstellen. Christiaan werd echter gevangengenomen door de tegenstanders van de paus en na 15 maanden vrijgelaten. Na zijn vrijlating hielp hij in 1181 paus Lucius III om de stad Tusculum te bevrijden, wat na een belegering van twee jaar in 1183 slaagde. In augustus 1183 overleed hij echter nadat er in Tusculum een malaria-epidemie was uitgebroken. Christiaan werd begraven in de stad en de paus riep een rouwperiode van een maand in voor de overledene. Nadat zijn dood bekend raakte in Mainz, werd Koenraad III van Wittelsbach benoemd tot zijn opvolger.
- Gemeinsame Normdatei: 123576733
- International Standard Name Identifier: 0000 0000 1659 7543
- Virtual International Authority File: 45212030
- WorldCat: E39PBJycP3J3wCdXqbvKw6v4MP